# Panicinae
Panicinae, podtribus trava od pet rodova, dio tribusa Paniceae, potporodica Panicoideae.. Postoje dva priznata roda.

## Rodovi
1. Panicum L. (275 spp.)
2. Cnidochloa Zuloaga (1 sp.)
3. Yakirra Lazarides & R. D. Webster (7 spp.)
4. Arthragrostis Lazarides (4 spp.)
5. Louisiella C. E. Hubb. & J. Léonard (3 spp.)